# Domani chissà
Domani chissà è un singolo del cantautore italiano Massimo Di Cataldo, pubblicato il 5 gennaio 2018 come secondo estratto dall'ottavo album in studio Dal profondo.

## Descrizione
La canzone ha suscitato l'interesse della commissione del Festival di Sanremo 2018, rimanendo tuttavia esclusa dalla manifestazione.

## Video musicale
Il videoclip che accompagna il brano è stato firmato dalla regia di Matteo Bianchi.

## Tracce
1. Domani chissà – 3:53